# اتاق شنود
اتاق شنود (به انگلیسی: Wire Room) یک فیلم اکشن آمریکایی آماده اکران به کارگردانی مت اسکندری، بر اساس فیلمنامه‌ای از براندون استیفر، و تهیه کنندگی رندال امت، جورج فورلا و الیور ترونا است. بروس ویلیس، الیور ترونا، کوین دیلون و تگزاس بتل از بازیگران اصلی این فیلم هستند.

## تولید
فیلمبرداری اصلی در برمینگم، آلاباما در ۲۰ دسامبر ۲۰۲۱ آغاز شد. اتاق شنود یکی از آخرین فیلم‌هایی است که ویلیس در آن نقش آفرینی کرد که به دلیل تشخیص زبان‌پریشی از بازیگری کناره‌گیری کرد.